# Robert Mąka
Robert Mąka (ur. 22 kwietnia 1963 w Warszawie) – absolwent wydziału fizyki Uniwersytetu Warszawskiego (1988) oraz Scenopisarstwa Łódzkiej Szkoły Filmowej (1996). Wydawca, pisarz, scenarzysta. Autor zbioru opowiadań pt. "Wielka gra" (1994), artykułów popularnonaukowych i reklam. Debiutował scenariuszem do filmu E=mc² w reżyserii Olafa Lubaszenki z 2002 roku.

## Filmografia

### Scenariusz

#### Filmy
- E=mc² (2002)
- Ławeczka (2004)

#### Seriale
- Na dobre i na złe (1999)
- BrzydUla (2008–2009)
- Londyńczycy (2009)
- Galeria (2011–2013)
- Piąty Stadion (2012–2014)
- Na sygnale (2014)
- Skazane (2015)
- Lekarze na start (2017)

## Nagrody

### Nagrody Indywidualne
- 2003: III Miejsce w Konkursie Hartley Merrill na najlepszy scenariusz[2].

### Inne nagrody dla filmów i seriali
- 2002: Złoty Bilet nagroda stowarzyszenia "Kina Polskie" za zajęcie szóstego miejsca w rankingu oglądalności przez film E=mc².
- 2003: Lubomierz (Ogólnopolski Festiwal Filmów Komediowych) Srebrny Granat, nagrodę otrzymał Olaf Lubaszenko za film E=mc².
- 2004: Złota Telekamera dla serialu Na dobre i na złe .
- 2004: Kazimierz Dolny (Lato Filmowe) nagroda publiczności w kategorii: najlepszy film polski, nagrodę otrzymał Maciej Żak za film Ławeczka.
- 2015: Telekamera dla serialu Na sygnale.